# Osvaldo González
Osvaldo Alexis González Sepúlveda (Concepción, 1984. augusztus 10. –) chilei válogatott labdarúgó, az Universidad de Chile hátvédje.